# Bill Porter
Bill Porter (San Francisco, 9 settembre 1932 – Gresham, 3 marzo 2013) è stato un venditore ambulante porta a porta statunitense che lavorava per la Watkins Incorporated con sede a Winona, Minnesota.

## Biografia
Nato con la paralisi cerebrale infantile, la storia e il lavoro di Porter sono stati portati all'attenzione del pubblico nel 1995 quando un giornale con sede nell'Oregon ha pubblicato una serie di articoli su di lui.
Porter nacque a San Francisco, in California e in giovane età si trasferì a Portland, nell'Oregon, insieme a sua madre. Non riuscì ad ottenere un impiego a causa della sua paralisi cerebrale, ma rifiutò di andare in disabilità. Porter alla fine convinse la Watkins Incorporated a dargli un lavoro come venditore porta-a-porta, vendendo i suoi prodotti su un percorso di sette miglia nell'area di Portland. Alla fine diventò il più importante venditore della Watkins e lavorò per l'azienda per oltre quarant'anni.
Nel 1995 il quotidiano The Oregonian pubblicò un articolo su Porter. La storia della sua determinazione ottimista lo rese oggetto dell'attenzione dei media negli Stati Uniti. È apparso nel Reader's Digest e in 20/20 della ABC. La trasmissione 20/20 ricevette oltre 2000 telefonate e lettere, il numero più alto di sempre per una storia di 20/20. Porter è stato il soggetto di un film per la TV del 2002 sulla TNT chiamato Door to Door, con William H. Macy, Kyra Sedgwick e Helen Mirren, tratto dal libro di Shelly Brady. Nel 2009 la rete giapponese TBS mandò in onda un film per la TV liberamente ispirato a Bill Porter, anche questo intitolato Door to Door. Gli interpreti erano Kazunari Ninomiya e Rosa Katō come versioni immaginarie di Porter e Brady, l'autrice del libro da cui prese spunto il film.
Porter è morto per un'infezione a Gresham, Oregon, il 3 dicembre 2013, all'età di 81 anni.